# 그 땅에는 신이 없다
《그 땅에는 신이 없다》(영어: Godless)는 스콧 프랭크가 넷플릭스에서 기획한 미국의 서부극 드라마 미니시리즈이다. 7편으로 구성된 미니시리즈는 2016년 9월 뉴멕시코주 산타페에서 촬영을 시작했고, 2017년 11월 22일 넷플릭스를 통해 전세계 공개되었다. 이 드라마는 긍정적인 평가들을 받았으며, 워싱턴 포스트와 배너티 페어가 선정한 그 해의 10대 작품 중 하나로 선정되기도 했다.

## 출연

### 주연
- 잭 오코널 - 로이 구드, 옛 보스 프랭크 그리핀에게서 달아난 부상입은 범법자. 어린 시절에 고아가 되어 그리핀에게서 자랐다. 더 이상 그리핀의 행동을 참을 수 없자, 마침내 강도 행위와 약탈 행위를 관두고 아버지 같은 존재에서 떠난다.[1]
- 미셸 도커리 - 앨리스 플레처.[2]
- 스쿠트 맥네리 - 빌 맥뉴, 라벨의 보안관 및 메리 아그네스의 오빠.[3]
- 메릿 웨버 - 메리 아그네스 맥뉴, 광산 사고로 마을의 남자 대부분이 사망했던 시기의 미망인[4]이자 보안관 빌 맥뉴의 동생이다.
- 토머스 브로디생스터 - 휘트니 윈, 라벨과 보안관에 헌신하는 보안관보.[4]
- 턴투 캐디널 - 아이요비, 앨리스의 파이유트족 시어머니
- 킴 코츠 - 에드 로건, 라벨로 파견 온 거만하고 거친 회사 직원.[3]
- 샘 워터스턴 - 그리핀을 쫓는 산타페 법무 집행관 존 쿡. (3편)[3]
- 제프 대니얼스 - 프랭크 그리핀, 아들 같던 동료가 적으로 돌아선 로이를 추적하며 서부 지역을 테러하는 무자비한 범법자.[5]

### 조연
- 새뮤얼 마티 (Samuel Marty) - 트러키, 엘리스의 아들.
- 테스 프레이저 - 캘리 던, 전직 창녀이며, 최근에는 교사이자 메리 아그네스 맥뉴의 연인
- 사만다 소울 - 샬럿 템플, 항상 선데이 베스트를 입는 신경질적인 여인.
- 오드리 무어 - 세라 도일.[3]
- 제러미 봅 - A.T. 그리그, 그리핀 갱단에 대하 몇 년 간 기사를 낸 산타페 데일리 리뷰의 편집장.[4]
- 애덤 데이비드 톰슨 (Adam David Thompson) - 개츠 브라운, 그리핀의 오른팔.
- 러셀 데니스 루이스 (Russell Dennis Louis ) 데릴 델빈, 그리핀 갱단으로 도니와 함께 살인마 쌍둥이 형제.
- 매슈 데니스 루이스 - 도니 델빈, 그리핀 갱단으로 데릴과 함께 살인마 쌍둥이 형제.
- 조 핀그 - 알론조 벙커, 그리핀 갱단의 조직원.
- 저스틴 웰본 - 플로이드 윌슨, 그리핀 갱단의 능숙한 추척자.[3]
- 키스 자딘 - 다이어 하우, 칼을 특히 잘다루는 그리핀 갱단의 조직원.
- 크리스티아네 자이델 - 마르타 비쇼프, 라벨에서 의혹을 키운 미스터리한 독일 여인[3]
- 카일리 카터 - 새디 로즈, 라벨의 미망인.
- 러셀 G. 존스 - 하이럼, 라벨에서 살아남은 사내 중 한 명.
- 랜디 오글스비 - 에이사 리어펄드, 라벨에서 살아있는 사내 중 하나로 포목점을 운영한다.[3]
- 듀언 하워드 - 용감한 쇼숀족, 개와 함께 빌 맥뉴를 따라다니는 신비로운 존재.
- 제시카 술라 - 루이즈 홉스, 위트니의 연인이자 실력있는 바이올리니스트.
- 에릭 라레이 하비 - 엘리어스 홉스, 루이즈의 아버지이자 남북전쟁 퇴역 병사
- 롭 모건 - 존 랜돌, 남북전쟁 퇴역 병사.[6]
- 줄리언 그레이 (Julian Grey) - 윌리엄 맥뉴, 빌의 아들
- 메리 웨근먼 (Marie Wagenman) - 트루디 맥뉴, 빌의 딸

### 게스트 출연
- 크리스토퍼 피츠제럴드 - J.J. 발렌틴, 라벨에 있는 광산에 눈독들이고 있는 퀵실버 광산 회사의 말을 유창하게 하는 회장.[3]
- 위트니 에이블 - 애나 맥뉴, 딸을 낳다가 사망한 맥뉴의 죽은 아내.[7]